# Объединённый институт высоких температур РАН
Федеральное государственное бюджетное учреждение науки Объединённый институт высоких температур РАН (ОИВТ РАН) ведет своё начало с 1960 года — времени создания Лаборатории высоких температур АН СССР. За прошедшие 50 лет Институт из небольшой научной лаборатории при МЭИ превратился в крупнейшее учреждение Отделения энергетики, машиностроения, механики и процессов управления РАН, ведущий научный центр страны в области энергетики и теплофизики экстремальных состояний.
С января 2018 года Объединённый институт высоких температур РАН возглавляет академик Олег Петров.

## История
Исторически ОИВТ РАН был организован на базе Института высоких температур АН СССР (ИВТАН). Предшественником ИВТАНа была Лаборатория высоких температур АН СССР (ЛВТ АН), созданная на кафедре инженерной теплофизики МЭИ. Директором лаборатории постановлением Президиума АН СССР от 7 октября 1960 года был назначен член-корреспондент АН СССР Владимир Кириллин, а его заместителем, д. т. н. Александр Шейндлин. На базе ЛВТ АН распоряжением Совета Министров СССР от 12 мая 1962 года № 1186 при МЭИ был организован Научно-исследовательский институт высоких температур (НИИ ВТ МЭИ).
Совет Министров СССР своим Распоряжением. № 349р от 16 марта 1967 года принял предложение АН СССР о переводе НИИ ВТ МЭИ из системы Министерства высшего и среднего специального образования СССР в ведение АН СССР. Директором ИВТАН был назначен член-корреспондент АН СССР А. Е. Шейндлин. С этого момента в системе АН СССР появился ИВТАН.
Позже на базе ИВТАНа было образовано Научное объединение «ИВТАН», а с 1994 года постановлением Президиума Российской академии наук № 178 от 12 октября 1993 года «О переименовании Научного объединения „ИВТАН“» оно было преобразовано в Объединённый институт высоких температур Российской академии наук (директором которого к этому времени стал член-корреспондент РАН В. М. Батенин, а почётным директором — А. Е. Шейндлин). К 2000 году ОИВТ РАН (председателем совета директоров которого к этому моменту являлся член-корреспондент РАН А. Н. Лагарьков, сменивший на этой должности чл.-корр. РАН В. М. Батенина) включал в свой состав следующие организации:
- Институт высоких температур РАН (ИВТ РАН, ИВТАН), включающий в себя также Филиал ИВТ РАН в Махачкале по использованию возобновляемых источников энергии и Экспериментальный комплекс «Новые энергетические технологии» (ЭК НЭТ), возглавляемый членом-корреспондентом РАН В. М. Батениным;
- Институт теплофизики экстремальных состояний ОИВТ РАН (ИТЭС ОИВТ РАН), возглавляемый В. Е. Фортовым;
- Институт теоретической и прикладной электродинамики ОИВТ РАН (ИТПЭ ОИВТ РАН), возглавляемый чл.-корр. РАН А. Н. Лагарьковым[2];
- Научно-технологический центр энергосберегающих процессов и установок (НТЦ ЭПУ ОИВТ РАН), включающий Шатурское отделение ИВТ РАН (филиал НТЦ ЭПУ ОИВТ РАН), возглавляемый Р. Р. Григорьянцем;
- Научную станцию в Бишкеке, возглавляемую д. т. н. В. А. Зейгарником;
- Инженерно-эксплуатационный комплекс ОИВТ РАН (ИЭК ОИВТ РАН).

В 2007 году в результате реорганизации все ранее существовавшие в рамках ОИВТ РАН организации были объединены в единое юридическое лицо (за исключением Института теоретической и прикладной электродинамики, получившего статус самостоятельного института в системе РАН).
Сегодня в коллективе ОИВТ РАН работают около 450 научных сотрудников, в том числе 6 академиков, 6 членов-корреспондентов РАН, около 90 докторов и 190 кандидатов наук. Ученые ОИВТ отвечают на современные научно-технические вызовы, решают задачи развития фундаментальных и прикладных исследований в России, принимают участие в проектах по внедрению перспективных научных разработок.
В 2008—2009 годах ученые ОИВТ РАН в составе рабочей группы Российской Академии наук сделали прогноз развития энергетики на период до 2030 года, потребления энергии в России и ввода мощностей (совместно с ИНП РАН, ИНЭИ РАН, ИСЭМ СО РАН). Также был разработан «Укрупненный план („дорожная карта“) инновационного развития топливно-энергетического комплекса и переход к экологически чистой энергетике будущего».
В 2009 г. под научным руководством ОИВТ РАН на ТЭЦ-28 ОАО «Мосэнерго» совместно с Московским машиностроительным производственным предприятием «Салют» создан и введен в эксплуатацию энергоблок мощностью 60 МВт на базе конверсионного авиационного двигателя с впрыском пара в камеру сгорания.
С 2007 по 2018 гг. Объединенный институт высоких температур возглавлял академик В. Е. Фортов, чьи исследования имеют фундаментальное значение для развития импульсной и промышленной энергетики, космической физики, управляемого термоядерного синтеза, ракетной техники и ряда специальных приложений.
На территории института расположена редакция журнала «Теплофизика высоких температур».

## Основные направления научной деятельности института
- Исследования теплофизических, электрофизических, оптических и динамических свойств веществ и низкотемпературной плазмы в широком диапазоне параметров, включая экстремальные.
- Исследования фундаментальных процессов тепло- и массообмена, физической газо- и плазмодинамики, преобразования видов энергии при переменных свойствах рабочих тел и высокой плотности энергетических потоков.
- Решение фундаментальных и прикладных проблем создания эффективной, безопасной, надежной и экологически чистой современной энергетики, в том числе атомной, водородной, авиационной, космической и криогенной.
- Исследования в области энергоресурсосбережения и энергоэффективных технологий, химической энергетики, повышения эффективности использования природных топлив и сырья, использования возобновляемых источников энергии.
- Исследования в области теплофизики интенсивных импульсных воздействий на вещество, материалы и конструкции; разработка методов и создание средств генерации высоких плотностей энергии.
- Создание баз данных и фундаментальных справочников по термодинамическим и теплофизическим свойствам веществ, необходимых для ученых, конструкторов и разработчиков.
- Исследования взрывов[3].

## Подразделения института
- Научно-исследовательский центр теплофизики экстремальных состояний (НИЦ-1 ТЭС), возглавлял академик РАН В. Е. Фортов.
- Научно-исследовательский центр физико-технических проблем энергетики (НИЦ-2 ФТПЭ), возглавляет чл.-корр. РАН В. М. Батенин.
- Научно-исследовательский центр новых энергетических проблем (НИЦ-3 НЭП), возглавляет д. ф.-м. н. А. З. Жук.
- Научно-исследовательский центр электрофизики и тепловых процессов (НИЦ-4 ЭФТП), возглавляет академик РАН Э. Е. Сон.

ОИВТ РАН имеет следующие филиалы:
- Шатурский филиал ОИВТ РАН (ШФ ОИВТ РАН);
- Филиал ОИВТ РАН в Махачкале (Ф ОИВТ РАН в Махачкале).

## Санкции
12 июня 2024 года, на фоне российского вторжения на Украину, институт попал в блокирующий санкционный список США против сектора оборонной промышленности, так как он «проводит исследования в области энергетически эффективных технологий, горения, детонации и взрывов, а также принял участие в конференции, организованной подсанкционной российской оружейной лабораторией».